# H.F.M. 2 (The Hunger for More 2)
H.F.M. 2 (The Hunger for More 2) è il terzo album in studio del rapper statunitense Lloyd Banks, pubblicato nel 2010.

## Tracce
1. Take 'Em to War (featuring Tony Yayo) – 3:29
2. Unexplainable (featuring Styles P) – 4:15
3. Payback (P's & Q's) (featuring 50 Cent) – 4:12
4. Home Sweet Home (featuring Pusha T) – 3:59
5. Beamer, Benz, or Bentley (featuring Juelz Santana) – 3:28
6. So Forgetful (featuring Ryan Leslie)
7. Father Time – 3:25 (Lloyd, Gregorio Ford)
8. Start It Up (featuring Swizz Beatz, Kanye West, Ryan Leslie & Fabolous) – 4:49
9. Celebrity (featuring Akon) – 3:29
10. On the Double – 2:49
11. Any Girl (featuring Lloyd) – 3:31
12. I Don't Deserve You (featuring Jeremih) – 3:52
13. Sooner or Later (Die 1 Day) (featuring Raekwon) – 3:31

## Classifiche
| Classifica (2010) | Posizione raggiunta |
| ----------------- | ------------------- |
| Stati Uniti       | 26                  |